# Atrament sympatyczny
Atrament sympatyczny – jedna z form steganografii, polegająca na zapisywaniu wiadomości substancją bezbarwną w momencie pisania lub tracącą barwę po krótkim czasie.

## Użycie atramentu
Atrament sympatyczny nakłada się na powierzchnię za pomocą pędzla, stempla, pióra wiecznego, wykałaczki lub palca zamoczonego bezpośrednio w cieczy. Powinien być niewidoczny po wyschnięciu.
Z reguły, by nie wzbudzać podejrzeń, na ukrytej wiadomości zapisuje się inną, widoczną, np. długopisem (użycie pióra nie jest wskazane, ponieważ mają one tendencję do zacinania się i plamienia w miejscach zapisanych atramentem sympatycznym). Atramentu sympatycznego nie powinno się używać na papierze w linie, ponieważ może zmienić kolor lub rozmazać tusz użyty do ich wydrukowania.
Aby odczytać ukrytą wiadomość należy ją wywołać, przez podgrzewanie, użycie odpowiedniego środka chemicznego, lub oglądać przy świetle ultrafioletowym. Wywoływacze chemiczne można nakładać przez natryskiwanie lub kąpiąc papier w odpowiednim roztworze, a czasami wystawiając go na działanie par.
Produkowane są długopisy z dwiema końcówkami, jedną z atramentem sympatycznym a drugą z wywoływaczem, umożliwiającym jego odczytanie. W ten sposób drukuje się książki dla dzieci z ukrytą wiadomością do odczytania - długopis z wywoływaczem dołączony do książki umożliwia dzieciom mazanie w określonym miejscu, by znaleźć prawidłowe rozwiązanie zagadki albo niewidoczną część wydrukowanego obrazka.
Pisakami z atramentem sympatycznym widzialnym w świetle UV często oznacza się przedmioty, aby łatwiej było je zidentyfikować w razie kradzieży.
Atramenty sympatyczne w wersji dla drukarek atramentowych są widoczne w świetle ultrafioletowym. W pismach urzędowych takim atramentem mogą być drukowane dodatkowe informacje, po które sięga się w razie potrzeby. Atrament sympatyczny znajduje zastosowanie w urzędach pocztowych dla ułatwienia lokalizacji przesyłki.
Atrament sympatyczny bywa używany przez artystów, którzy mieszają go z widzialnymi farbami oraz reagującymi na inne czynniki barwnikami, by stworzyć niepowtarzalne efekty wizualne ujawniające się np. w świetle ultrafioletowym.

## Rodzaje atramentu sympatycznego

### Atramenty pojawiające się przy podgrzaniu
Są to substancje organiczne, które utleniają się i ciemnieją po podgrzaniu. Najbezpieczniej jest rozcieńczyć taki atrament wodą, do momentu, kiedy zaczynamy mieć trudności z jego wywołaniem. 
Najczęściej używane płyny (nadaje się każda kwaśna ciecz) :
- cola (rozcieńczona)
- woda z miodem
- sok cytrynowy[1], jabłkowy lub pomarańczowy
- mleko
- sok z cebuli
- nasienie (sperma), George Mansfield Smith-Cumming, pierwszy szef brytyjskiej Tajnej Służby Wywiadowczej (SSB), zwykł mawiać "Każdy mężczyzna nosi przy sobie własne pióro"[2].
- woda z mydłem
- roztwór cukru
- mocz
- ocet winny lub wino

Pismo wywołuje się przez podgrzanie papieru na grzejniku, nad kuchenką lub przeprasowanie żelazkiem. Praktycznie jest użyć stuwatowej żarówki, która nie zniszczy tak łatwo papieru.

### Atramenty wywoływane chemicznie
Oparte na wskaźnikach pH:
- fenoloftaleina – wywoływana zasadami np. roztworem amoniaku lub węglanu sodu (różowieje)
- ocet, wywoływany przez podgrzanie.
- amoniak, wywoływany wywarem z czerwonej kapusty.

Oparte na reakcjach strącania soli:
- siarczan miedzi, wywoływany jodkiem sodu (czernieje), węglanem sodu, wodą amoniakalną (niebieszczeje) lub żelazocyjankiem potasu (przybiera kolor ciemnoczerwony)
- azotan ołowiu, wywoływany jodkiem sodu (żółknie)
- siarczan żelaza(II), wywoływany żelazocyjankiem potasu (niebieszczeje).
- chlorek kobaltu, wywoływany żelazocyjankiem potasu.
- siarczan żelaza(II), wywoływany siarczkiem sodu (czernieje).

Oparte na innych reakcjach barwnych/reakcjach fotochemicznych:
- skrobia, wywoływana roztworem jodu w jodku potasu (przybiera kolor granatowy, papier błękitnieje).
- sok z cytryny wywoływany roztworem jodu (atrament nie zmienia koloru, błękitnieje papier).
- chlorek sodu wywoływany azotanem srebra (czernieje po wystawieniu na słońce – sam azotan srebra czernieje wolniej)

Atrament znikający po wysuszeniu:
Alkoholowy roztwór tymoloftaleiny zmieszać z zasadą sodową. Nanieść na papier. Po wyschnięciu pismo znika, ponieważ zasada zużywa się w reakcji z dwutlenkiem węgla z powietrza. Aby je wywołać, należy zwilżyć papier silnie zasadowym (powyżej pH 10,5) roztworem.

### Atramenty widoczne w świetle ultrafioletowym
Liczne substancje fluoryzują po naświetleniu ultrafioletem. Na rynku dostępne są atramenty dające mocne, jaskrawe światło. Fluorescencyjnym atramentom sympatycznym można nadać rozmaite kolory, i niektóre z nich nadają się do użytku na gładkich powierzchniach, jak szkło czy plastik. Na podobnej zasadzie działają proszki do prania z wybielaczem optycznym.
Atramenty innego typu pochłaniają światło ultrafioletowe. Pisze się nimi na specjalnym papierze fluorescencyjnym: po naświetleniu zapisane miejsca fluoryzują słabiej niż reszta kartki. Większość z tych atramentów ma kolor żółty.
Markery zawierające atrament fluorescencyjny mogą służyć do oznaczania cennych urządzeń domowych na wypadek włamania. Dzięki temu łatwo ustalić właściciela skradzionych rzeczy. Tego typu atramentów używa się też czasami do pobierania odcisków palców.
Niektóre zapisy widoczne w świetle ultrafioletowym są czytelne na fotokopiach za sprawą dużego udziału ultrafioletu w świetle głowicy kopiarki.

### Atramenty naruszające powierzchnię papieru
Naniesienie jakiegokolwiek płynu – nawet destylowanej wody – narusza strukturę powierzchniową papieru.
Tekst wywołuje się, trzymając go w oparach jodu – cząsteczki jodu przywierają głównie do naruszonych obszarów, barwiąc je na brązowo.
Pismo można na powrót ukryć, wystawiając papier na słońce lub za pomocą zwykłego wybielacza.
Ta metoda wykrywania atramentu sympatycznego nie zadziała, jeśli papier został lekko zwilżony gąbką bądź poddany działaniu pary, a następnie osuszony przed napisaniem wiadomości. Jednak nadmierne nawilżenie papieru spowoduje, że pojawią się na nim charakterystyczne fałdy.

## Przechwytywanie tajnych wiadomości
Każda dostatecznie zdeterminowana osoba może sprawić, że jakikolwiek atrament sympatyczny stanie się widoczny. Jednak ograniczeniem jest na ogół ilość dostępnego czasu – nie można się godzinami trudzić nad każdym kawałkiem papieru. Brak jakichkolwiek podejrzeń oznacza pomyślne wykorzystanie atramentu sympatycznego.
Uważny obserwator, korzystając z silnego światła, szkła powiększającego, własnego węchu może zauważyć charakterystyczne znaki świadczące o użyciu atramentu sympatycznego, takie jak zadrapania powstałe na skutek użytego do pisania ostrego narzędzia, chropowatość, czy zmieniony połysk papieru (jest on albo bardziej matowy albo bardziej lśniący, zwykle na skutek użycia nierozcieńczonego atramentu). Ponadto słowa-klucze, takie jak „czerwona kapusta”, czy „gorąco”, znajdujące się w jawnej części listu, użyte w dziwnym kontekście, mogą alarmować cenzora o użyciu atramentu sympatycznego. Atramenty te nie powinny być stosowane na papierach świecących i bardzo gładkich, ponieważ klej lub lakier na ich powierzchni uniemożliwia wniknięcie atramentu głęboko w strukturę papieru, co sprawia, że stają się one łatwo zauważalne, gdy papier jest badany w oświetleniu kontrowym. 
Atrament sympatyczny łatwo wykryć, działając ultrafioletem i oparami jodu. W ten sposób cenzor może nawet wysłać oryginał listu właściwemu adresatowi, który nie domyśli się przechwycenia wiadomości.

## Właściwości idealnego atramentu sympatycznego
Niewiele jest całkowicie bezpiecznych atramentów sympatycznych. Podczas II wojny światowej agentów SOE przestrzegano przed poleganiem na tej metodzie, zwłaszcza, że większość zapasów pochodziła z czasu I wojny światowej. Podręcznik SOE wymieniał następujące właściwości idealnego atramentu sympatycznego:
1. łatwo rozpuszczalny w wodzie, więc pozbawiony substancji tłuszczowych.
2. nielotny, więc bezwonny.
3. nie pozostawia krystalicznych śladów na papierze, więc niedostrzegalny w normalnym świetle.
4. niewidzialny w świetle ultrafioletowym.
5. nie zmienia struktury ani koloru papieru, jak np. azotan srebra.
6. nie reaguje z jodem, ani z żadnym spośród najczęściej używanych wywoływaczy.
7. wywoływaczy dla niego powinno być jak najmniej.
8. nie powinien dać się wywołać przez podgrzanie.
9. łatwo dostępny, mający co najmniej jedno niebudzące podejrzeń zastosowanie.
10. pojedynczy związek – zmniejsza to prawdopodobieństwo przypadkowego wywołania

W praktyce łatwo dostępne związki zazwyczaj reagują z jodem. SOE zasłynęło raczej z zaopatrywania swoich agentów w specjalne atramenty, niż z improwizowania z wykorzystaniem ogólnodostępnych środków chemicznych. 
Choć atramenty sympatyczne stosunkowo łatwo wykryć, w praktyce okazują się bezpieczniejsze od elektronicznych środków komunikacji, które można przechwycić szybciej i sprawniej, niż papierowe listy.

### Centralna Agencja Wywiadowcza przeciwna odtajnieniu
Większość wspomnianych powyżej przepisów znano już pod koniec I wojny światowej. W roku 1999 CIA zażądała zwolnienia jej z obowiązku odtajnienia receptur z tego okresu twierdząc, że wciąż są istotne dla bezpieczeństwa narodowego.